# کوه سینری
کوه سینری (به لاتین: Mount Scenery) یک آتشفشان فعال در کارائیب هلند است که در سابا واقع شده‌است. کوه سینری ۸۸۷ متر بالاتر از سطح دریا واقع شده‌است.